# Kia K4 (Китай)
Kia K4 — компактний седан, що стоїть між Kia K3 і Kia K5 і був розроблений виключно для китайського ринку.  Kia K4 був представлений на Пекінському автосалоні 2014 року як концепт. 

## Огляд
Серійна версія Kia K4 має ту саму платформу, що й Hyundai Mistra, і була запущена на китайський автомобільний ринок у другій половині 2014 року та була представлена в серпні 2014 року на автосалоні в Ченду.  Вихід на ринок серійного Kia K4 відбувся в жовтні 2014 року. 

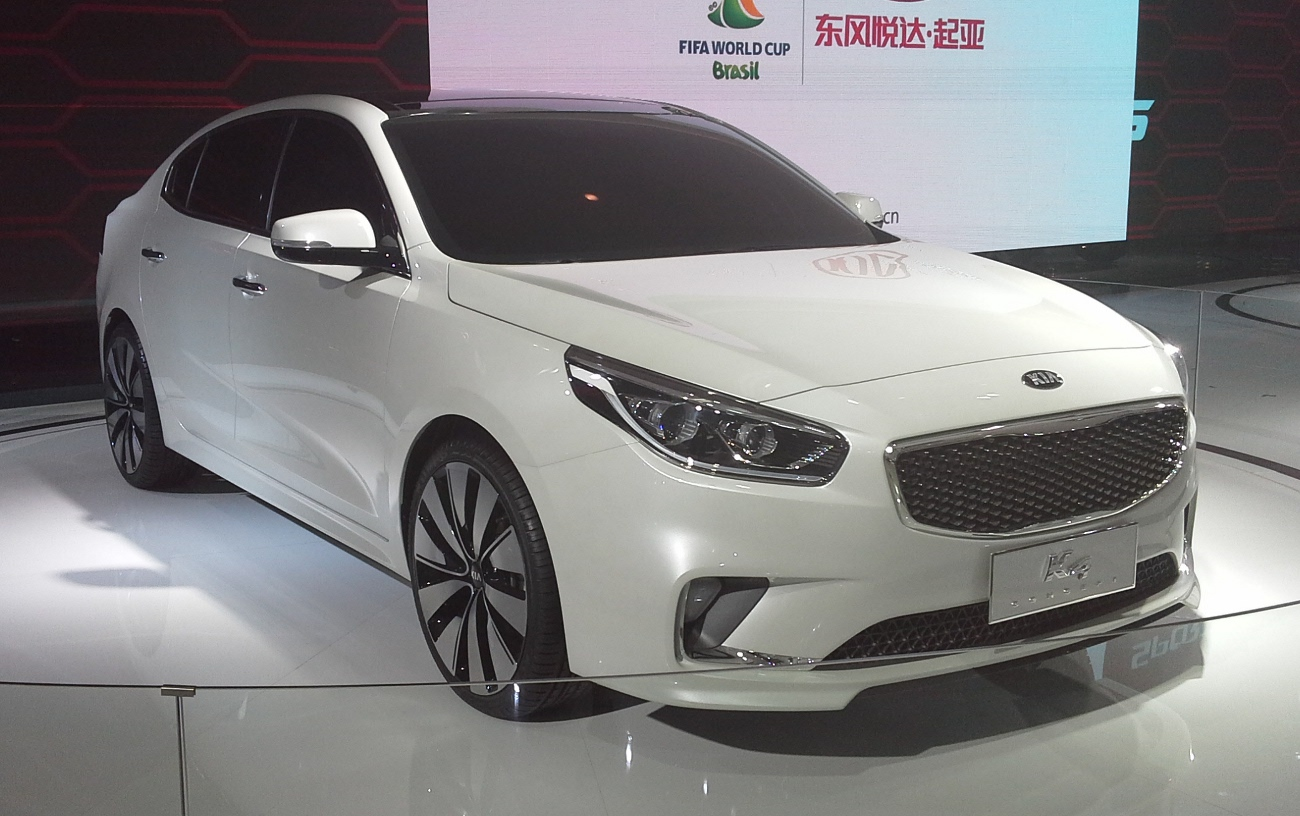
Концепт
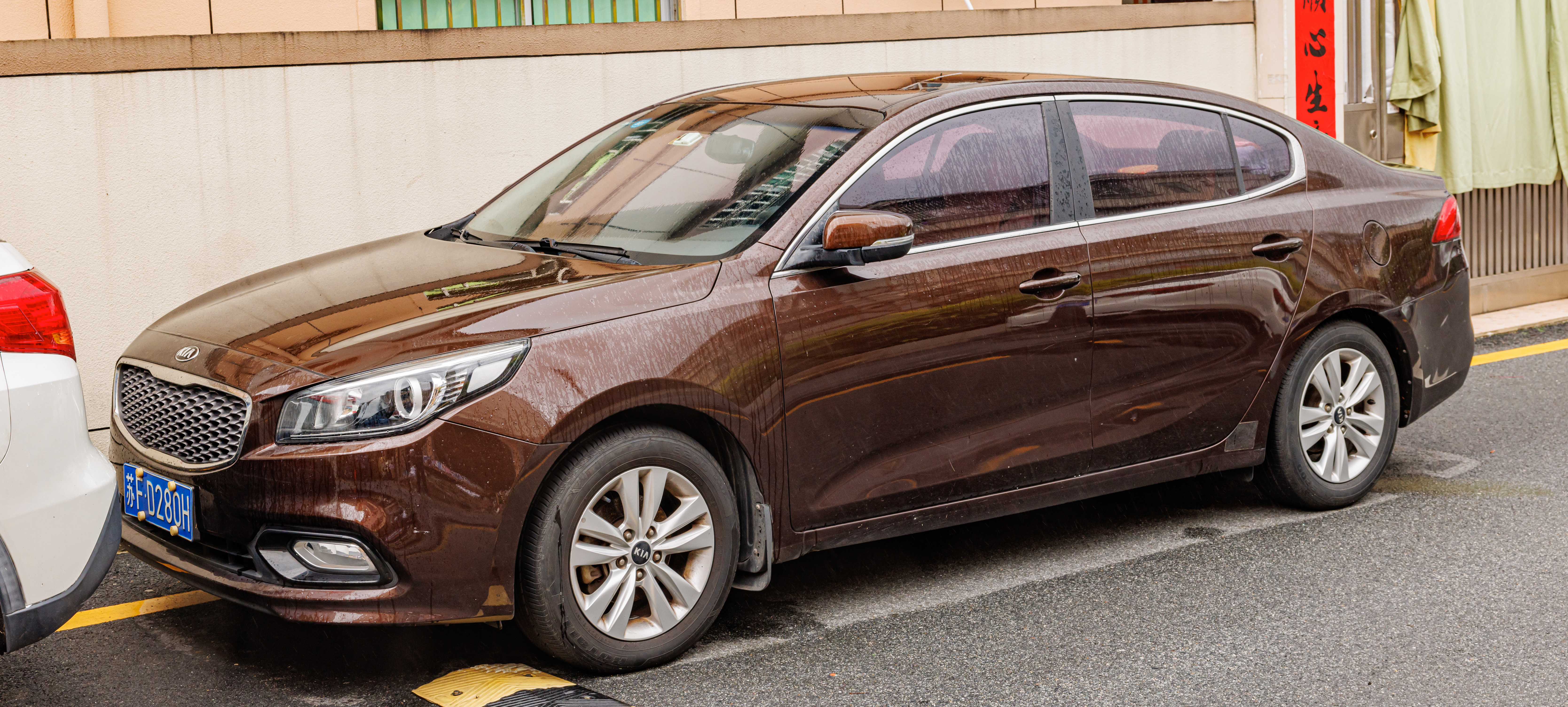
Серійна версія (вид спереду)
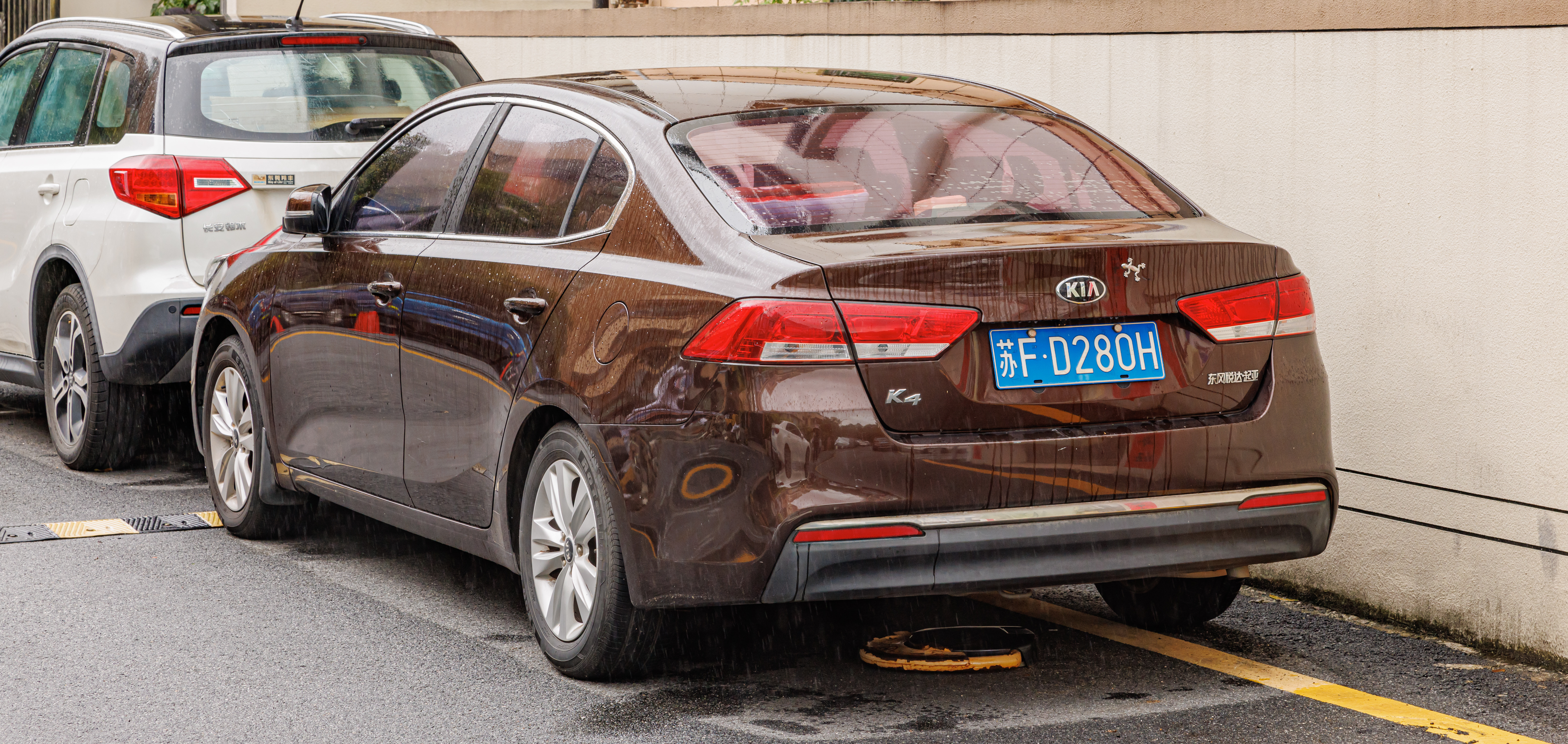
Серійна версія (вид ззаду)

### 2018 фейсліфтинг
У 2018 році було представлено оновлену модель під назвою Kia K4 Cachet, яка має новий стиль передньої та задньої частини. 

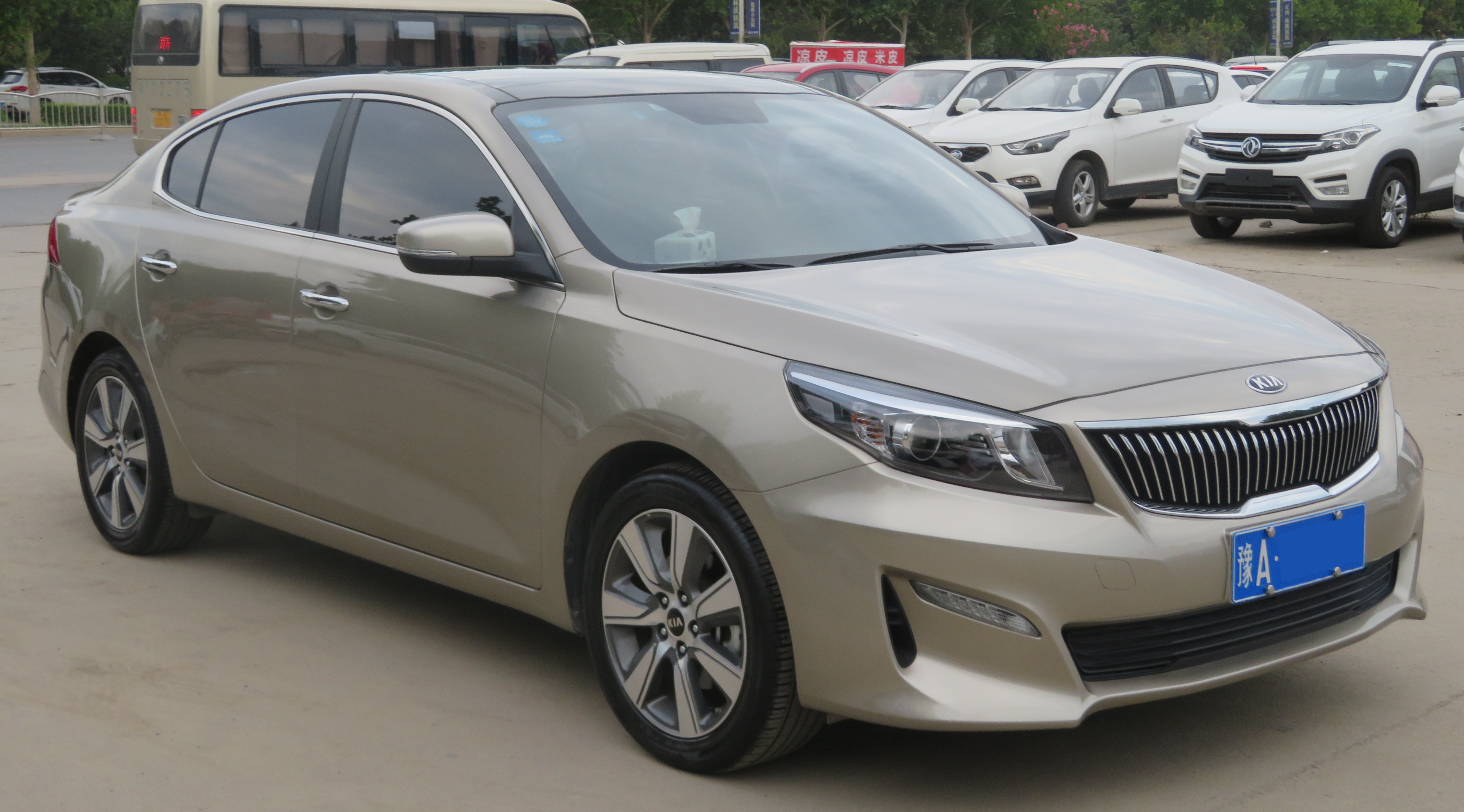
Kia K4 Cachet
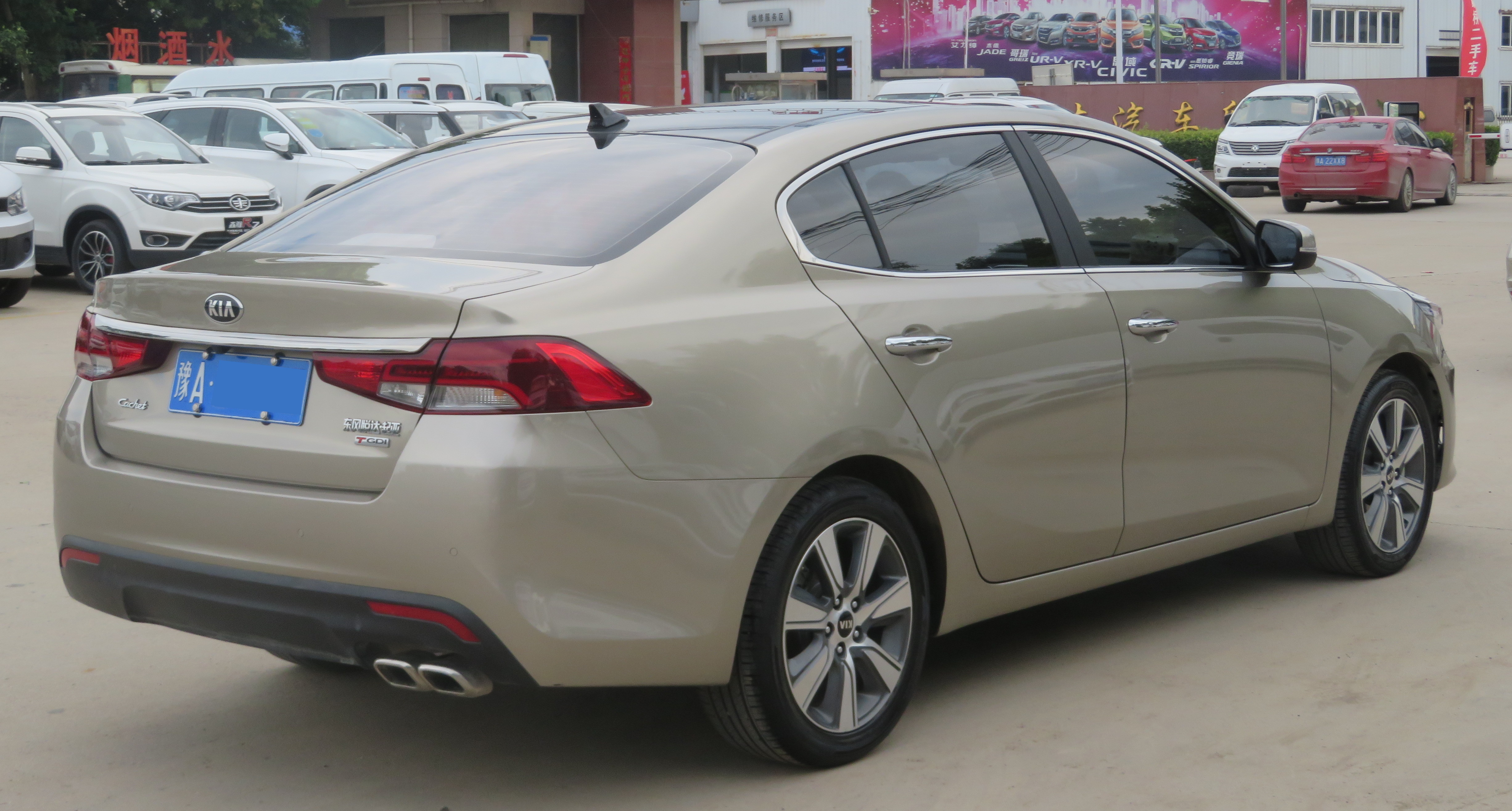
вид ззаду

### Двигуни
1.6 л Gamma T - GDi I4 (бензин) 
1,8 л Nu MPi I4 (бензин) 
2.0 л Nu MPi I4 (бензин)